# Saint-Fraimbault-de-Prières
Saint-Fraimbault-de-Prières település Franciaországban, Mayenne megyében. Lakosainak száma 946 fő (2022. január 1.). Saint-Fraimbault-de-Prières Saint-Loup-du-Gast, Aron, Champéon, La Haie-Traversaine, Mayenne és Montreuil-Poulay községekkel határos.

## Népesség
A település népessége az elmúlt években az alábbi módon változott:
| Lakosok száma | 659  | 706  | 750  | 972  | 1013 | 1002 | 1001 | 993  | 987  | 946  |
|               | 1968 | 1982 | 1990 | 2006 | 2013 | 2015 | 2017 | 2019 | 2020 | 2022 |